# Catada philemonalis
Catada philemonalis là một loài bướm đêm trong họ Erebidae.